# 平正度
平 正度（たいら の まさのり）は、平安時代中期の武士。伊勢平氏の始祖平維衡の長男（あるいは次男とも）。母は陸奥国住人長介の娘（陸奥権掾吉弥侯部広野女？）。従四位下・斎宮助、諸陵助、帯刀長、左衛門尉、常陸介、出羽守、越前守。

## 略歴
父・維衡、あるいは兄弟の正輔らの後を継いで伊勢国において勢力を伸張させ、木造荘（三重県一志郡）などを領有する。具体的な事績、また没年などは明らかではないが、遅くとも治暦3年（1067年）には故人となっていたとされる。
維衡、正度らの活動によって確固たる勢力を築いた伊勢平氏は、やがて後世において平清盛が出て一大権門に発展していく。また、季衡の子孫は伊勢氏と称して室町時代には代々政所執事として幕政の中枢を担ったほか、その支流の備中伊勢氏から戦国大名北条早雲（伊勢盛時）を出している。
なお、『源平闘諍録』一之上「自桓武天皇平家一胤事」に記された北条氏の系図によれば、正度の孫・平盛基の子が北条時政の祖父である北条時家であり、「北条介」に婿入りしたとされる。

## 系譜
- 父：平維衡
- 母：長介娘（陸奥権掾吉弥侯部広野女?
- 妻：不詳
  - 男子：平維盛
  - 男子：平貞季
  - 男子：平貞能
  - 男子：平季衡
  - 男子：平貞衡
  - 五男：平正衡
  - 女子：藤原永親室